# کاترین نیل
کاترین نیل (انگلیسی: Catherine Neill; ۳ سپتامبر ۱۹۲۱ – ۲۳ فوریهٔ ۲۰۰۶) متخصص کودکان و متخصص قلب بریتانیایی بود که بخش عمده‌ای از دوران حرفه‌ای خود را در مرکز پزشکی کودکان جانز هاپکینز در بالتیمور گذراند و در آنجا با هلن بی. توسیگ همکاری داشت. حوزهٔ اصلی علاقهٔ او نقص مادرزادی قلب بود و در سال ۱۹۶۰ نوعی از این نقص به نام سندرم شمشیرزنان را کشف کرد.
در طول دوران حرفه‌ای خود، نیل به‌عنوان همکار مدیر در مطالعهٔ نوزادان بالتیمور-واشینگتن در دههٔ ۱۹۸۰ فعالیت داشت، ۱۰۰ مقالهٔ ژورنالی و ۴۰ فصل کتاب نگاشت و دو کتاب تألیف کرد. او در سال ۱۹۷۰ به‌عنوان همکار کالج سلطنتی پزشکان انتخاب شد. نیل دو بار بازنشسته شد؛ نخست در سال ۱۹۸۹، اما سپس به کار بازگشت و به مقام استاد پزشکی کودکان و مشاور ارشد کاردیولوژی کودکان ارتقا یافت و سرانجام در سال ۱۹۹۳ برای بار دوم بازنشسته شد، هرچند به‌عنوان داوطلب در آرشیو پزشکی هاپکینز فعالیت خود را ادامه داد. توانایی او در آموزش و راهنمایی، احترام همکاران و دانشجویان را برانگیخت. ادوارد کلارک از دانشگاه یوتا بیان کرده که در آن زمان «جایگاهی برای زنان در پزشکی به‌سختی یافت می‌شد» و «راهنمایی و حمایت بی‌صدای نیل یکی از دلایلی بود که بسیاری از زنان کاردیولوژی کودکان را انتخاب کردند، چراکه او الگو و راهنمایی قوی برای آنان بود.» نیل در سال ۲۰۰۶ در سن ۸۴ سالگی در آسایشگاه و درحالی‌که به دیدار خانواده‌اش در ویمبلدون (لندن) رفته بود، درگذشت.

## اوایل زندگی
کاترین نیل در ۳ سپتامبر ۱۹۲۱ در لندن زاده شد. او بزرگ‌ترین فرزند از چهار فرزند سر توماس نیل، مدیر بیمه سلامت، و همسرش آنی استراچان نیل (با نام خانوادگی بیشاپ) بود. یکی از سه برادر کوچک‌ترش، پاتریک نیل، بارون نیل بلادن، بعدها وکیل شد. برادران دیگرش برایان و دزموند بودند. بیشتر اعضای خانواده‌اش در حوزهٔ حقوق و ادبیات فعالیت داشتند، اما علاقهٔ نیل به پزشکی احتمالاً تحت تأثیر مشارکت پدرش در تصویب قانون بیمه ملی ۱۹۱۱ و تمایل مادرش برای تحصیل در پزشکی (که هرگز محقق نشد) شکل گرفت.
کاترین در مدرسه چانینگ تحصیل کرد و از سال ۱۹۳۸ تا فارغ‌التحصیلی در سال ۱۹۴۴ در دانشکده پزشکی زنان در لندن حضور داشت. او در سال ۱۹۴۶ دیپلم بهداشت کودکان و در سال ۱۹۴۷ مدرک دکترای پزشکی دریافت کرد.

## دوران حرفه‌ای
نیل فعالیت پزشکی خود را به‌عنوان متخصص کودکان در بیمارستان کودکان ملکه الیزابت در لندن آغاز کرد و در آنجا با هلن مکی همکاری داشت و به نقص مادرزادی قلب علاقه‌مند شد. او اغلب به‌صورت داوطلبانه بیمارانی را که دچار پلی‌سیتمی بودند، پذیرش می‌کرد.
در سال ۱۹۵۰ برای یک دورهٔ پژوهشی در کاردیولوژی کودکان به بیمارستان کودکان ناخوش در تورنتو، کانادا رفت و در آنجا با جان کیت همکاری داشت. سال بعد به ایالات متحده آمریکا مهاجرت کرد و در بیمارستان جانز هاپکینز در بالتیمور به‌عنوان دستیار هلن بی. توسیگ، بنیان‌گذار کاردیولوژی کودکان، مشغول شد. در بالتیمور، نیل همچنین به مطالعهٔ رویان‌شناسی قلب در بنیاد کارنگی برای علوم پرداخت و در سال ۱۹۵۴ به لندن بازگشت تا در بیمارستان ملکه الیزابت با جان موریس هاردمن کمپبل در زمینهٔ تاریخ طبیعی نقص‌های قلبی مادرزادی در بزرگسالان پژوهش کند. اما در سال ۱۹۵۶، درخواست بازگشت به بالتیمور داد و تا پایان دوران حرفه‌ای خود در هاپکینز باقی ماند. او در سال ۱۹۶۴ به مقام استاد پزشکی کودکان در دانشگاه جانز هاپکینز رسید.
نیل در سال ۱۹۶۰ سندرم شمشیرزنان را کشف و نام‌گذاری کرد. مقالهٔ سال ۱۹۵۶ او در Journal of Pediatrics دربارهٔ سیاهرگ ریویها، نیم‌قرن بعد همچنان یکی از منابع مهم در این زمینه محسوب می‌شد. نیل دو کتاب تألیف کرد: قلب یک کودک: آنچه خانواده‌ها باید دربارهٔ بیماری‌های قلبی در کودکان بدانند (۱۹۹۲) و قلب در حال تکامل — «تاریخ» کاردیولوژی کودکان (۱۹۹۵). او همچنین ۴۰ فصل کتاب و ۱۰۰ مقالهٔ علمی منتشر کرد.
نیل در سال ۱۹۸۹ بازنشسته شد، اما در پی افزایش نیازهای درمانی به کار بازگشت و به استاد پزشکی کودکان و مشاور ارشد کاردیولوژی کودکان ارتقا یافت. او در سال ۱۹۹۳ برای بار دوم بازنشسته شد اما همچنان به‌عنوان داوطلب در بایگانی پزشکی جانز هاپکینز فعالیت داشت.